# Changping
Changping (chiń. upr. 昌平区, chiń. trad. 昌平區, pinyin: Chāngpíng Qū) – dzielnica Pekinu, dawniej samodzielny powiat, znajdująca się w północno-zachodniej części miasta.
Liczy 1430 km² powierzchni i 614 821 mieszkańców (2000). 